# Violet Gibson
Violet Gibson (* 31. August 1876 in Dublin; † 2. Mai 1956 in Northampton) verübte am 7. April 1926 ein Attentat auf Benito Mussolini.

## Herkunft und Leben
Violet Gibson wuchs in einer wohlhabenden Adelsfamilie auf. Ihr Vater war der mehrfache Lordkanzler von Irland Edward Gibson, 1. Baron Ashbourne. Die Familie lebte abwechselnd in Dublin und London und hatte gute Verbindungen zur britischen Krone – so nahm Violet beispielsweise als 18-jährige am Debütantinnenball für Queen Victoria teil. Ihre Jugend war beschwert, da Gibson häufig an körperlichen Erkrankungen wie Scharlach, Röteln, Pleuritis und Peritonitis litt. Nach dem Tod ihres Vaters 1913, einer von vielen Verlusten in Gibsons Leben, wanderte sie nach Paris aus, um dort für eine pazifistische Organisation zu arbeiten. Zuvor hatte sie sich vom evangelischen Glauben ihres Vaters abgewandt, später schloss sie sich einem Jesuitenorden an. Ein Jahr nach dem Tod eines Bruders hatte Violet Gibson einen mentalen Zusammenbruch und wurde in eine psychiatrische Klinik eingewiesen. Die bereits zuvor von ihr aufgenommenen intensiven Auseinandersetzungen mit dem christlichen Glauben und der Bibel setzte sie auch nach Entlassung aus der Klinik fort. Sie mündeten in dem Wunsch „für Gott zu sterben“ und einem überlebten Suizidversuch, bei dem sie sich selbst in die Brust schoss, ihr Herz aber verfehlte. Nach dem Aufenthalt in der Klinik zog Violet Gibson nach Rom, wo sie im März 1926 von dem Tod ihrer Mutter erfuhr.

## Attentat auf Mussolini

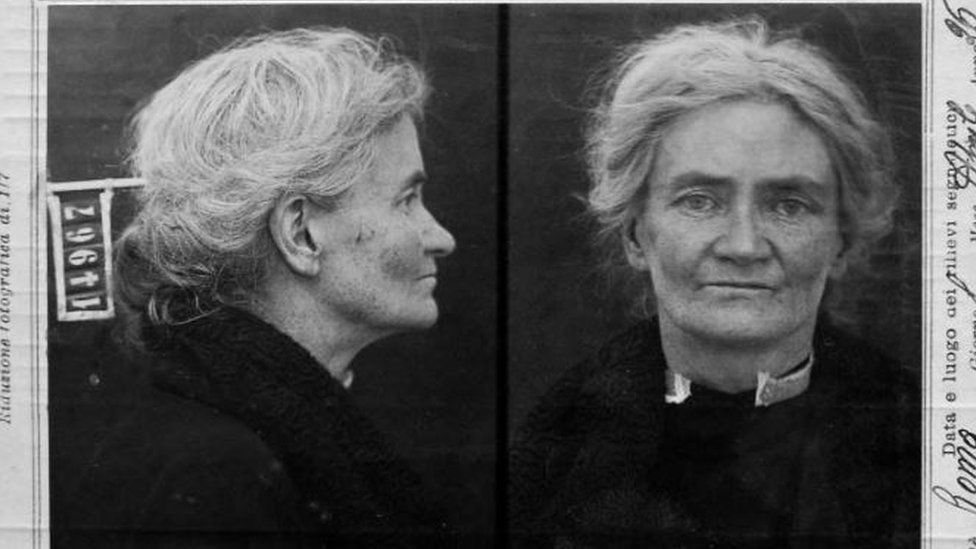
Verhaftungsfotos von Violet Gibson nach dem Attentat auf Mussolini (1926)

Am Vormittag des 7. Aprils 1926 schoss Gibson mitten auf der Piazza del Campidoglio auf Mussolini. Dieser hatte dort eine Kampfrede vor einem internationalen Chirurgenkongress gehalten. Gibson bewaffnete sich mit einer MAS M1892 und einem Stein, mit dem sie notfalls das gepanzerte Autoglas des Diktators einschlagen wollte. Sie näherte sich ihm in der Menschenmenge auf dem Kapitolsplatz an und kam aus geringer Entfernung zum Schuss. Trotzdem verfehlte sie seinen Kopf und ihr Schuss streifte lediglich Mussolinis Nase. Ungesichert ist, ob sie nicht genau zielte, oder ob Mussolini den Kopf in dem Moment des Schusses wegdrehte. Ein zweiter Schuss blieb im Lauf des Revolvers stecken und an einem weiteren Versuch wurde Gibson von den umstehenden Menschen gehindert.

## Nach dem Attentat
Die auf der Piazza präsente Polizei nahm Violet Gibson fest, bevor die Menschenmenge sie lynchen konnte. Bei der Vernehmung nannte sie keine Gründe für die Tat. Mit Verweis auf ihren Aufenthalt in einer psychiatrischen Klinik wurde sie in Öffentlichkeit und Presse als „verrückte“ und „verwirrte“ Einzeltäterin dargestellt. Diese Sichtweise wurde von Mussolini, Gibsons eigener Familie und den britischen Behörden gefördert und aufrechterhalten. Die Theorie einer verrückten Einzeltäterin entsprach aber wohl kaum den historischen Gegebenheiten. Gibson war eine politisch interessierte Person, die in Gesprächen und Diskussionen mehrfach ihre antifaschistischen Überzeugungen zum Ausdruck gebracht hatte. Sie sammelte und studierte Zeitungsberichte über Mussolini und vernetzte sich mutmaßlich mit weiteren Gegnern des Diktators. Ohne Anhörung oder Gerichtsprozess, vermutlich aus Sorge, dass Gibson dort öffentlich ihre politischen Absichten erklären könnte, ließ Mussolini sie nach England abschieben, wo Gibson bis zu ihrem Tod im Jahr 1956 in einer psychiatrischen Klinik lebte.
Im Februar 2021 beschloss der Stadtrat Dublins, Violet Gibson mit einer öffentlichen Plakette als „überzeugte Antifaschistin“ zu ehren.

## Film
Im Jahr 2020 erschien Barrie Dowdalls Doku-Drama „The Irish Woman Who Shot Mussolini“ nach dem gleichnamigen Radio-Feature.